# مقاطعة هوبارد (مينيسوتا)
مقاطعة هوبارد (بالإنجليزية: Hubbard County)‏ هي إحدى مقاطعات ولاية مينيسوتا في الولايات المتحدة الأمريكية.
تتميز مقاطعة هوبارد
بمناظرها الطبيعة الخلابة تقع في الجزء الغربي الشمالي من ولاية مينيسوتا وتوجد في المقاطعه بعض المدن والبلديات الصغيره التي تحمل جو هادئ بعيد عن صخب وازدحام المدن
بالنسبه للمناظر الطبيعيه
فهي تتميز بوجود البحيرات والغابات والمساحات الخضراء الواسعه بالاضافه الى ذلك تعتبر مهمه تاريخيا وثقافيا واقتصاديا. ويوجد بها معالم سياحيه مثاليه ومناسبه للزياره